# Fort Zuidwijkermeer

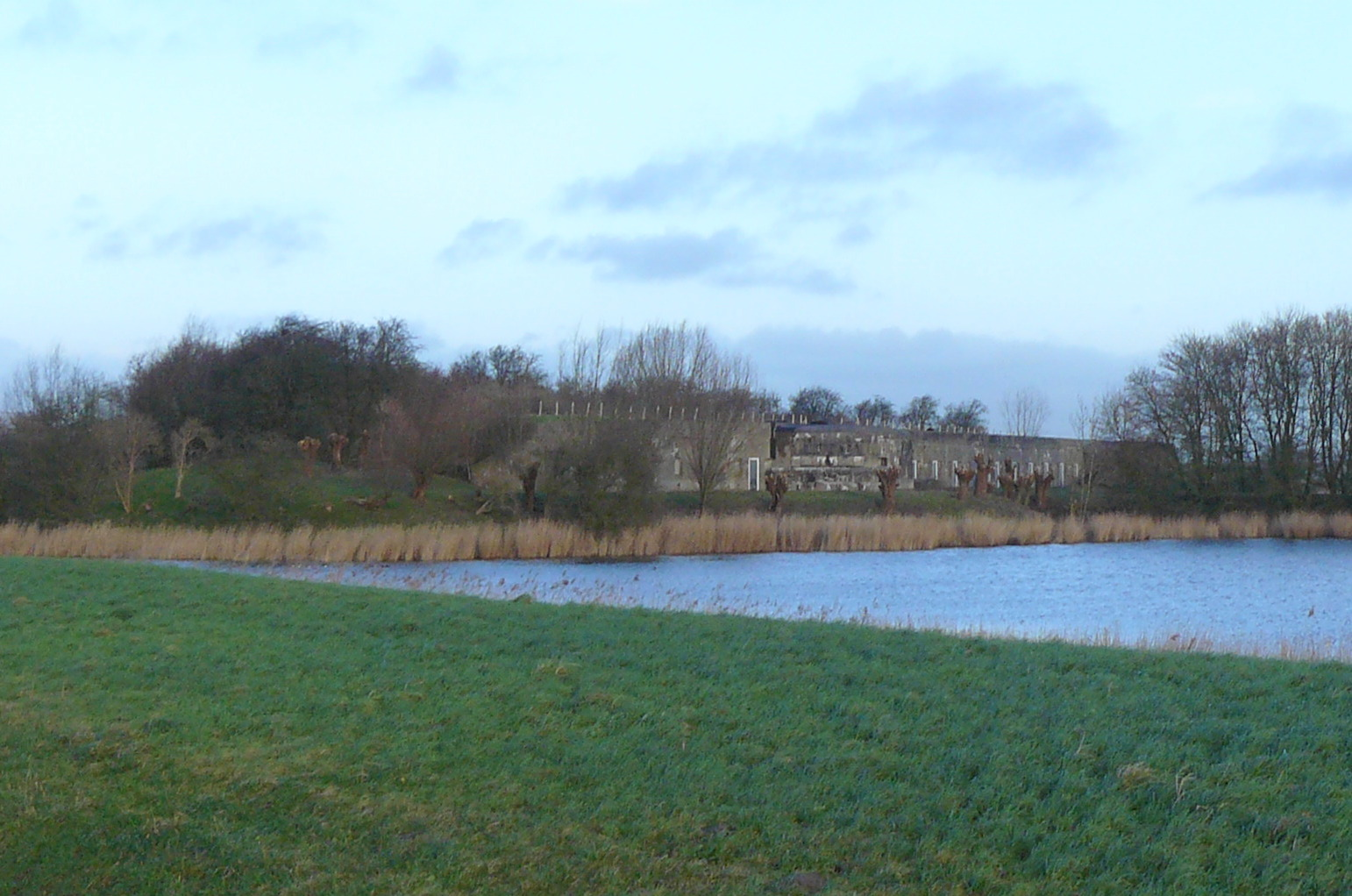
Fort Zuidwijkermeer vanaf de dijk van het Noordzeekanaal.

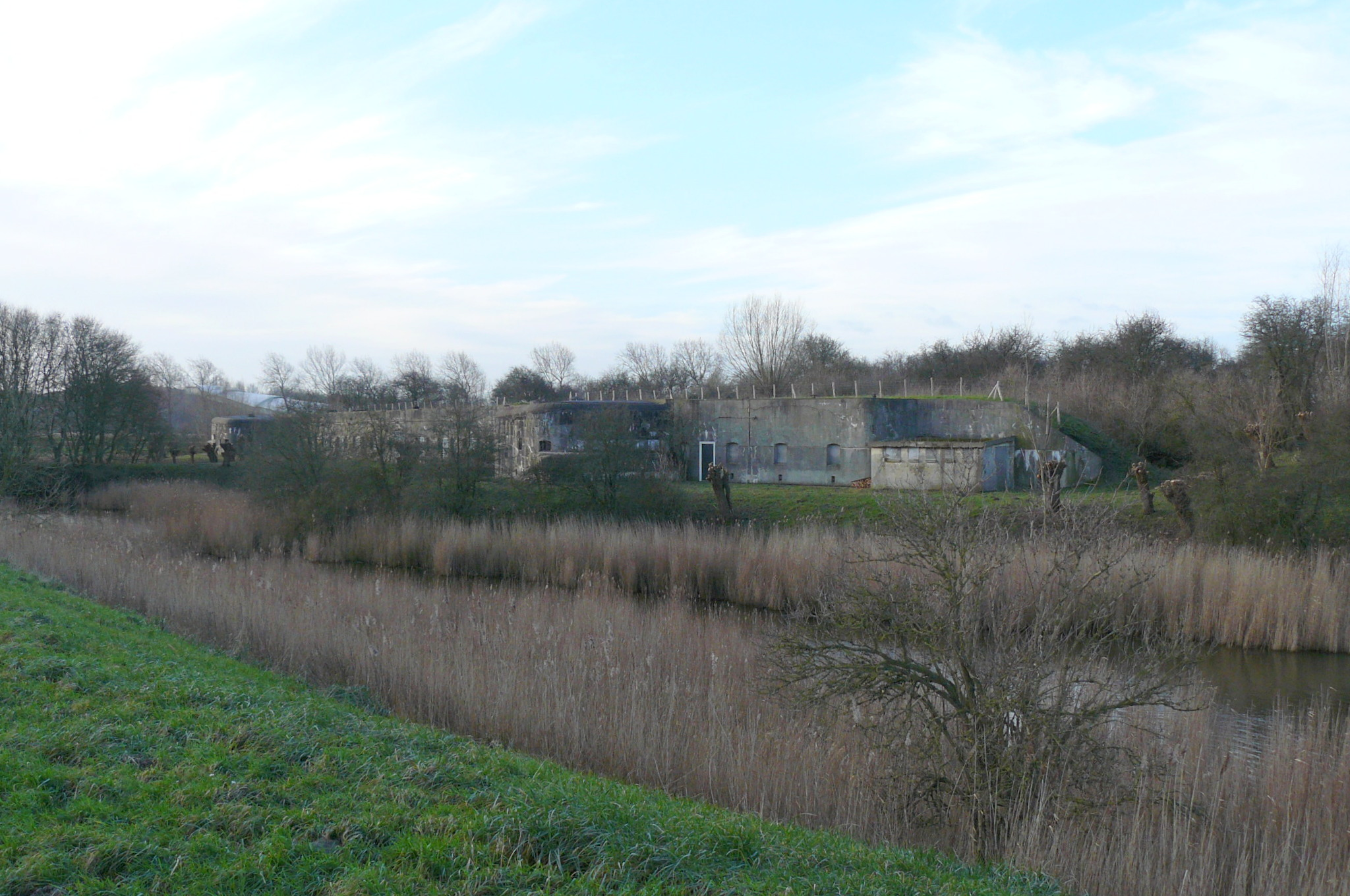
Het fort met de twee keelkazematten zichtbaar. Deze foto is richting het Noordzeekanaal genomen.

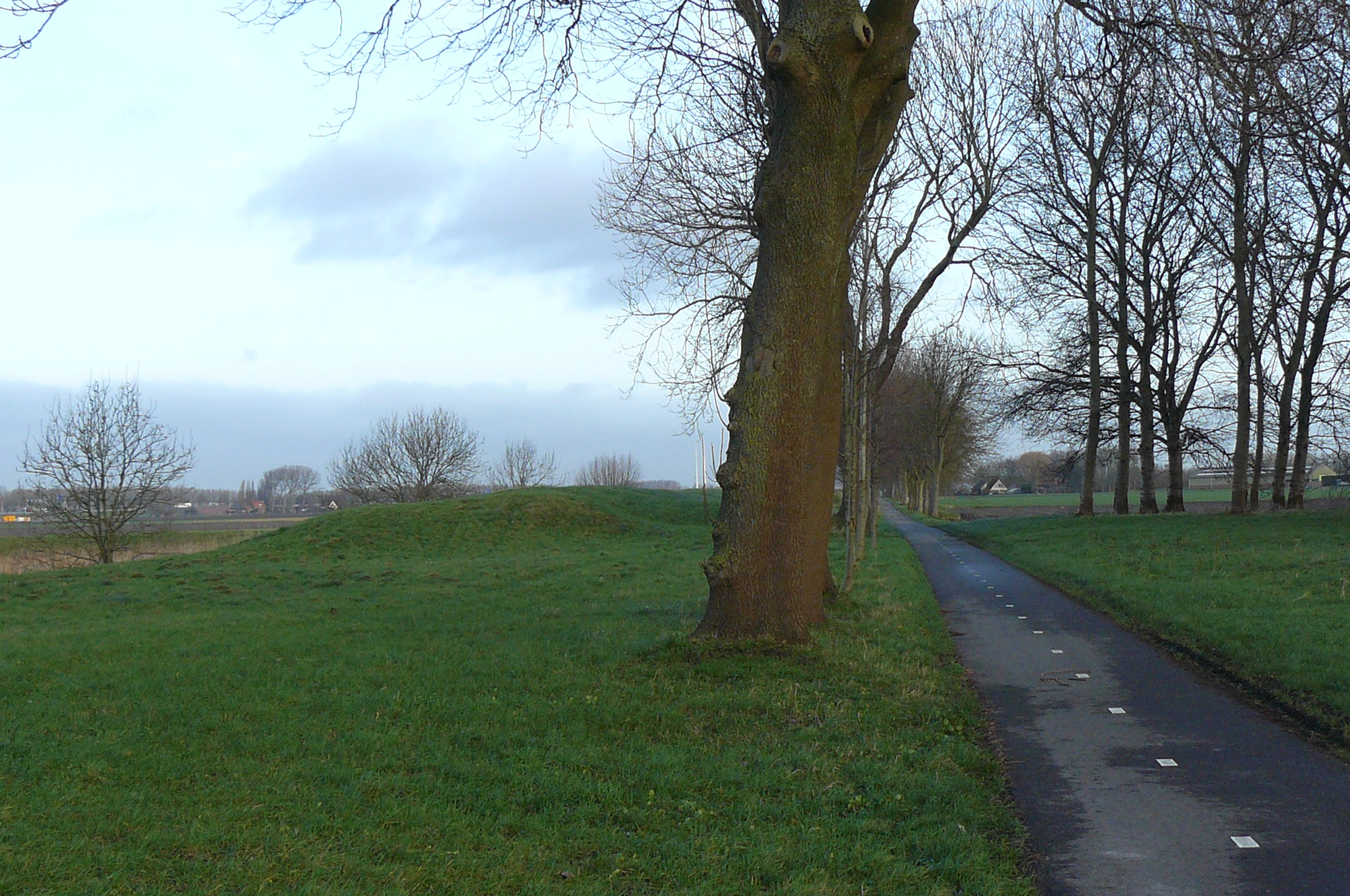
De liniewal tussen de forten Zuidwijkermeer en Aagtendijk.

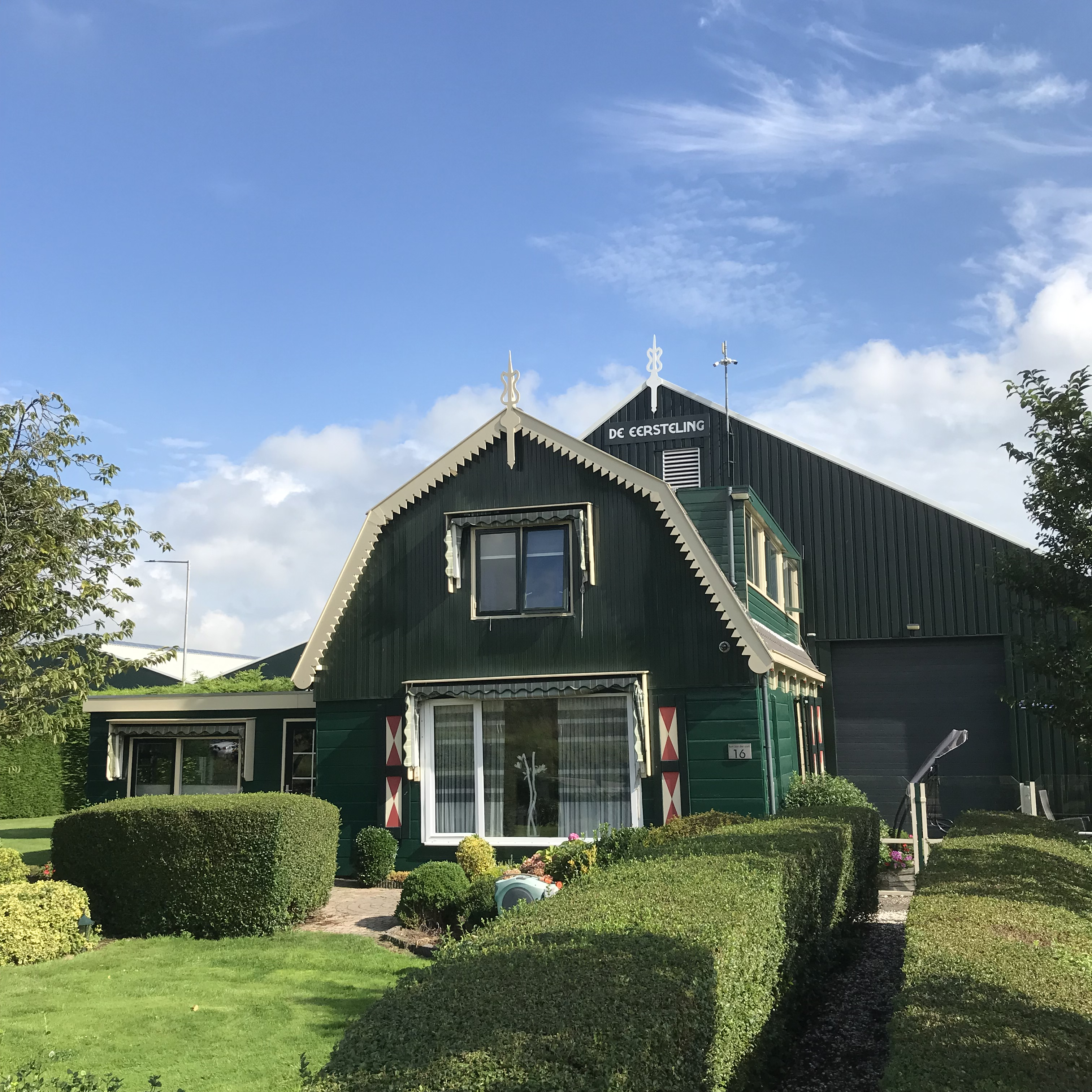
Kringenwetboerderij De Eersteling.

Het Fort Zuidwijkermeer ligt aan de noordoever van het Noordzeekanaal. Het ligt een paar kilometer ten oosten van het Fort bij Velsen en is onderdeel van de Stelling van Amsterdam.

## Ligging en functie
Bij de aanleg van het Noordzeekanaal werden grote delen van het IJ, ten noorden en ten zuiden van het kanaal, ingepolderd. Het meest westelijke deel, Wijkermeer, had vruchtbare kleigrond en was geschikt voor landbouw en veeteelt. Binnen de stelling moest voedsel worden verbouwd en besloten werd alleen het westelijk deel van de polder te inunderen. Hiervoor werd een lange dijk, de Liniewal Aagtendijk–Zuidwijkermeer, aangelegd die van noord naar zuid loopt.
Het fort ligt nu bijna tegen het Noordzeekanaal aan. Het kanaal is sinds de aanleg een aantal malen verbreed waardoor een nevenbatterij ten zuiden van het fort is verdwenen. Het is gebouwd op zware klei waardoor er niet geheid hoefde te worden. Het fort model A kwam gereed in 1903 en had tot doel de verdediging van het acces gevormd door het Noordzeekanaal met de daarlangs lopende dijken.

## Bijzonderheden
Bijzonder aan dit fort is dat zich onder beide keelkazematten kelders bevinden. Deze kelders zijn bekleed met geglazuurde tegels en werden gebruikt voor het opslag van vlees. Over het Noordzeekanaal werd het vlees aangevoerd en vanuit dit fort naar andere forten gebracht. De drinkwaterreservoirs liggen, net als bij Fort bij Vijfhuizen, buiten het fort onder een aarden dekking.
De kanonnen in de kazematten aan de keelzijde bestreken het voorterrein van de nabijgelegen forten Fort aan de St. Aagtendijk en Fort benoorden Spaarndam. Tussen dit fort en het noordelijker gelegen Fort aan de St. Aagtendijk loopt de liniewal. De wal diende als inundatiekering en hierachter liep een weg waarover troepen en materieel ongezien verplaatst konden worden. Voor het fort ligt de houten kringenwetboerderij De Eersteling, die in geval van oorlogsdreiging direct uit het schootsveld kon worden verwijderd.

## Herbestemming
Na de Tweede Wereldoorlog en tot de tachtiger jaren werd het fort gebruikt als magazijn voor springstoffen voor het Nederlandse leger. Het fort is thans natuurgebied en wordt beheerd door Landschap Noord-Holland. In het fort lag een deel van de collectie van het EYE Film Instituut Nederland. Deze films moeten koel en in relatief vochtige ruimten worden opgeslagen. De stalen deuren zijn verwijderd en de ramen zijn dichtgemetseld. Vanwege de gevoeligheid van het filmmateriaal was het fort niet toegankelijk voor publiek.
Na het vertrek van de films is in 2017 gestart met restauratiewerkzaamheden. Het fort wordt geschikt gemaakt voor de opslag van kaas. De hoge luchtvochtigheid en een constante lage temperatuur maken het geschikt om kazen te rijpen en op te slaan. In 2019 begonnen de aanpassingen en vanaf 2021 is het fort als zodanig in gebruik. 